# إنديانابوليس 500 سنة 1961
سباق إنديانا بوليس -500 ميل 1961 أقيم في حلبة إنديانابوليس موتور سبيدواي في 30 مايو 1961 وفاز في السباق أنتوني جوزيف فويت جي آر من فريق بيجنوتي باوز راسينغ بمتوسط سرعة 139.130 ميل/س (223.908 كم/س).
وكان أول المنطلقين إدي ساكس بسرعة 147.481 ميل/س (237.348 كم/س).